# Baén
|  | Aquest article és sobre el poble d'aquest nom. Per a l'antic municipi, vegeu Baén (antic municipi). |

Baén, sovint pronunciat Baién, és un poble del terme municipal de Baix Pallars, a la comarca del Pallars Sobirà. Era el centre de l'antic terme, suprimit el 1969, de Baén. El 2013 tenia 14 habitants.
Està situat en el vessant nord-occidental de la Serra de Boumort, entre la Pobla de Segur i Gerri de la Sal, apartat i enlairat a llevant de la carretera que uneix aquestes dues poblacions. Es troba a 1 069,3 metres d'altitud.
A l'entrada del poble trobem una font d'aigua potable procedent del riu, on temps enrere els ramats anaven a abeurar-s'hi. Hi ha un únic carrer que connecta totes les cases i una plaça de dimensions reduïdes situada al centre de la població. A la part alta del poble es troba el Roc de la Torre, on antigament hi era el castell. En aquest lloc hi ha un precipici amb una caiguda de 150 metres aproximadament sobre el barranc d'Enseu, una de les afluències de la Noguera Pallaresa. Al poble es conserva l'església romànica de Sant Andreu i un cementiri de la mateixa època.
Ja més lluny i al nord-est del poble, al altre marge del barranc, hi ha el paratge anomenat lo Rial. Allà hi ha les restes d'un possible poblat medieval i de la seva església parroquial romànica (Sant Sebastià del Rial) perfectament identificables.
Els boscos estan formats per pins, avets, alzines, roures, i en zones humides per arbres fruiters. La fauna es distingeix per la gran influència del Boumort, amb un gran 
nombre de cérvols, senglars, guineus i llebres, així com perdius i carronyaires.
La temperatura és molt variable al llarg de l'any. A l'hivern, la mitjana és de 3 graus Celsius; ben al contrari, a l'estiu n'hi ha una de 21 °C. A l'hivern s'hi ha d'accedir amb un vehicle tot terreny i equipament de cadenes. Les precipitacions es concentren a la tardor, a la primavera i al mes d'agost, i ajuden a fer que l'ambient sigui més humit.

## Etimologia
Per a Joan Coromines es tracta d'un més dels molts topònims preromans, iberobasc, presents a la comarca. Després d'una llarga explicació, el conegut filòleg postula l'origen en un bage-nn, amb el significat de vessants elevats poc fèrtils.

## Geografia

### El poble de Baén

#### Les cases del poble[3]
| - Casa Aleix - Casa Bonaparte - Borda de Marianeti - Casa Bosc - Casa Bosc de Davall - Casa Brunet - Casa Capellanet | - Casa Casaler - Casa Cílio - Casa Cucurull - Casa Fèlix - Casa Farré - Casa Gepillo - L'Hostalet | - L'Hostal Nou - Casa Ignàsia - Casa Joan dels Gats - Casa Mariana - Casa Marianet - Casa vella Marianet - Casa Mariot | - Casa la Martina - Casa Mestre - Casa Ninya - Casa Peratxo - Casa Pere - Casa Rabassa | - Casa Recallers - La Rectoria - Molí de Riu Major - Casa la Roca - Casa Sarroca o Sarroquer - Casa Segur |

## Història

### Edat moderna
En el fogatge del 1553, Baén declara 4 focs laics i 1 d'eclesiàstic.

### Edat contemporània
Pascual Madoz dedica un article del seu Diccionario geográfico... a Baén (Bahent). S'hi pot llegir que el poble està situat sobre una roca entre dues altes muntanyes, on el combaten els vents del nord i de llevant. El clima hi és fred, i propens a inflamacions i apoplexia. Tenia en aquell moment 14 cases, amb una església parroquial de la qual depenien les de Buseu, Sant Sebastià de Buseu i Useu. S'incloïen en el seu terme els masos de Sarroca de Barravés i de Castellnou de Peramea, un amb 10 habitants i l'altre amb 12. Descriu el territori de Baén com a muntanyós, amb un torrent que baixa de les muntanyes de Mollet i deixa el poble a l'esquerra.
Parla de les fonts, abundoses, i dos boscos frondosos que forneixen el poble de fusta i llenya. S'hi collia blat, ordi, patates, llegums, fenc i peres i pomes d'hivern. De bestiar, hi havia vaques, mules, ovelles i cabres, i força caça, de llebres, conills i perdius. Destaca que a l'edat mitjana, Baén fou refugi de molts cristians davant de les incursions musulmanes. La població, inclosos els dos masos esmentats, era de 6 veïns (caps de casa) i 67 ànimes (habitants).

## Demografia
| 1717 | 1970 | 1981 | 2000 | 2002 | 2004 | 2006 | 2008 | 2010 | 2011 | 2013 |
| ---- | ---- | ---- | ---- | ---- | ---- | ---- | ---- | ---- | ---- | ---- |
| 85   | 31   | 32   | 19   | 18   | 18   | 16   | 11   | 16   | 15   | 14   |

Les dades del 1553 són 5 focs, és a dir, llars. Cal comptar a l'entorn de 5 persones per foc.

## Cultura popular
De Baién, ni dona ni vent, A Baién bones terres i mala gent i A Baién són mala gent: ascuen tots els gossos, diu la tradició popular de la comarca, sobretot de fora de Baén, que reproduïm respectant la fonètica pallaresa.

## Comunicacions
Mena a Baén la pista de Baén, que arrenca del punt quilomètric 295,2 de la carretera N-260, des d'on travessa la Noguera Pallaresa pel pont de Baén. Per aquesta carretera, de forta pujada i nombrosos revolts, s'arriba al poble de Baén en uns 4 quilòmetres. No existeix cap transport públic per arribar a Baén.
De l'extrem sud-oriental de Baén surt una carretera que mena a Buseu, Sant Sebastià de Buseu, Sarroca, els Castells i Taús. Del pont de Baén surt cap a migdia la pista de Pentina, que mena a Cuberes, Solduga, Mare de Déu d'Esplà i altres llocs del sector meridional de l'antic terme.